# Wu Lihong
Wu Lihong (吴立红, * 1968 in Yixing) ist ein chinesischer Umweltaktivist. Sein Hauptbetätigungsfeld war die Umweltproblematik um den Tai-See, den drittgrößten Süßwassersee Chinas welcher 2007 umkippte, woraufhin mehrere Millionenstädte wie z. B. Wuxi kein Trinkwasser mehr hatten. Im April 2007 wurde Wu Lihong wegen seines Engagements zu einer Freiheitsstrafe verurteilt, aus der er 2010 entlassen wurde.

## Leben
Wu Lihong wurde 1968 als Sohn eines Bauern in der Stadt Yixing, Provinz Jiangsu, geboren. Im Jahre 1991 wurde er zum ersten Mal auf die Verschmutzung des Tai-Sees aufmerksam. Das Wasser wechselte oft die Farbe von rot über gelb bis hin zu schwarz. Der See war durch ungeklärte Industrieabwässer stark verschmutzt. Am Ufer des Sees leben ca. 36 Millionen Menschen. Er gilt als einer der schönsten Chinas, ist der drittgrößte See des Landes und liegt im Jangtse-Delta bei der Stadt Wuxi. Wie der Tai-See gelten 70 Prozent aller Flüsse und Seen in China als verschmutzt. Trotz der Umweltschäden pflanzen die Bauern hier weiter Reis und Gemüse an. Das Wasser des Sees wurde für die Trinkwasserbereitung genutzt.
Wu Lihong wollte diese Missstände aufdecken und sammelte umfangreiches Beweismaterial. Er veröffentlichte Bilder des Sees, richtete Petitionen an die Zentralregierung in Peking und wandte sich an die Presse. Mehr als 3000 Umweltverschmutzer (hauptsächlich Industrieunternehmen) prangerte Wu Lihong an, die ihre Abwässer in den Tai-See und seine Zuflüsse einleiteten. Seine Kampagne, die sich über mehrere Jahre erstreckte, machte ihn lokal berühmt. Als der Staatssender China Central Television Wu Lihong besuchte, wurde er als Umweltheld gefeiert. In den Medien beschrieb man ihn als Umweltkrieger und er erlangte nationale Berühmtheit. Der Nationale Volkskongress ernannte Wu Lihong 2005 zu einem der zehn wichtigsten Umweltschützer.
Auf dem Höhepunkt seines Ruhms kam Wu Lihong verschiedenen Angeboten nach, am Vertrieb von Umweltschutzmaßnahmen zu profitieren. In einem als umstritten geltendem Prozess wurde ihm diese Tätigkeit zur Last gelegt und er wurde zu einer langjährigen Freiheitsstrafe wegen angeblicher Erpressung verurteilt. Im April 2010 wurde Wu Lihong, der stets seine Unschuld beteuerte, aus der Haft entlassen. Er erklärte weiter gegen die Verschmutzung kämpfen zu wollen.